# アリス出版
アリス出版は、かつて存在した自動販売機雑誌の編集プロダクション。1970年代から1980年代にかけて自販機本の最大手だった。創設者は備前焼陶芸家の小向一実（こむかい ひとみ）。旧社名は平和出版。

## 歴史

### 設立
アリス出版は1975年頃に小向一実の個人事務所として発足したのが始まりとされている。ただし初期からアリス出版の下請けを行っていた九鬼（KUKI）の中川徳章によれば「1974年にアリス出版の仕事をするために会社を作った」と証言しており、正確な創設時期は依然不明のままである。
元々小向は、インテリ向け性風俗雑誌『風俗奇譚』、アングラ系サブカル誌『黒の手帖』、実話誌『ヒットパンチ』、三流劇画誌『漫画大快楽』などで知られる「檸檬社」という老舗出版社でエロ実話誌を作っていた。しかし、厳格な倫理規定に加えて出版取次が檸檬社の出版物をゾッキ本として正規の流通ルートから外して古書市場に流していたことに小向は兼ねてより不満を抱いていたという。なお、亀和田武は檸檬社での後輩編集者であった。
その後、自販機本出版取次最大手「東雑」（東京雑誌販売）の中島規美敏社長が設立した「平和出版」で小向はグラフ誌を制作するアルバイトを頼まれた。この「平和出版」という社名は、当初、池袋西口の平和通り入口に事務所があったことに由来する。
そこで小向は出版取次を介さず、自動販売機のみで雑誌を流通させることが出来る自販機本（当時は雑誌コードを取らない唯一独自の販路だった）に強い興味を持つようになる。この平和出版での編集作業は小向がほとんど一人で行っていたため、いつの間にか平和出版は小向の個人事務所になっていったという。しかし、すでに平和出版と同名の老舗出版社（1960年〜2005年）が存在していたため、ある時期から社名を平和出版から「アリス出版」に変更したとされている。なお、亀和田武は「アリス出版」という社名の発案者は自身であり、「入社後最初の仕事」だったと回想している。
平和出版がいつアリス出版を名乗るようになったのか正確な時期は不明であるが、亀和田武が編集長として創刊（のちに「迷宮」の米沢嘉博が編集）したエロ劇画誌『劇画アリス』が1977年9月に創刊していることから、その頃までにはアリス出版を名乗っていたとみられている。ただし、亀和田武は、入社してから『劇画アリス』を創刊するまでには1年間ほどの期間があったとし、また、小向・亀和田と経理担当の女性との三人で出版社を創業したのは1976年夏だったと、回想している。

### 初期
当初は小向の個人事務所として始まったアリス出版であったが、設立から半年後に檸檬社から亀和田武を招き入れ、二人で制作したエロ本を東雑が全国の自販機に流すという形で実質的なスタートを切る。
アリス出版の自販機本は、それまでのエロ本・実話誌には無かったドラマ性やストーリー性を大胆に導入したことから爆発的なヒットを記録し、一躍自販機本の最大手出版社に躍り出る。小向によれば「写真を組み合わせてストーリーを作る」というエロ本の手法は自身が編み出したものであるとのことで「それ以前の実話誌の写真ってヒドかったじゃない。女のハダカを見せるってことに全然リアリティがない。突然脱がして、とかやってたわけでしょ。俺も別にドラマがやりたいとかじゃないんだよ。そうじゃなくて、センズリする時って、誰でもある程度ドラマを組み立ててるわけでしょ。だから、そういう手法って当然有効なわけじゃない」と語っている。
小向体制期の代表的なグラフ誌に、制作費を惜しみなく投入した歴史エロ超大作『日本売春史』、職権乱用の警察官が容疑者の女性をレイプする『濡れた警棒』シリーズ、ウサギを飼育している変態男が行きずりの女性を拉致監禁して飼育する豊田薫制作のアングラ風エロ本『生娘飼育』、巨匠・杉浦則夫をカメラマンに迎えて茅葺き屋根の農家でセーラー服の妹と兄の情交をドラマチックに描写した『兄・妹』などがある。

### 合併と分裂
アリス出版は知名度が上がるにつれ、ユニークな才能を持つ若手編集者が続々と集まるようになり、週刊誌やワイドショー番組の取材が来るなど各方面から注目を集めるようになっていった。
最盛期の1980年にはアリス出版のライバル企業であった明石賢生の「エルシー企画」（自販機本『Jam』発行元）と合併する（明石は副社長に就任）。しかし、わずか数か月後の8月に明石が突如独立し、これに追従する形で旧エルシー企画とアリス出版の殆どの編集部員が明石が新たに立ち上げた「群雄社出版」にスピンアウトした。なお、この分裂事件は社内での軋轢ではなく、東雑と明石の関係悪化に起因するものであったといわれている。
また時期を同じくして、警察当局の調べでモデルクラブから派遣されたヌードモデルの中に未成年者がいたことが判明したため、社長の小向が児童福祉法違反の容疑で逮捕される（その後、小向は業界から自主引退した）。さらにこの頃から日本PTA全国協議会による悪書追放運動や警察当局からの摘発、地方公共団体の青少年保護育成条例制定など自販機ポルノに対する規制強化が進んだこともあり、アリス出版は年々縮小、衰退の道を辿った。

### 末期
1980年の分裂事件と小向の引退によって、初期のメンバーがすべて抜けたアリス出版だったが、その自由奔放な社風を慕って入社した竹熊健太郎、藤原カムイ、神崎夢現、ピストン原田などの若手編集者らが後期のアリス出版を支え、経営悪化の中でも質の高いグラフ誌を世に送り出していた。
アリス出版がいつ消滅したのかは未だに謎に包まれたままであるが、『少女アリス』編集長だった川本耕次は1985年頃までにアリス出版が消滅したのではないかと推測している。その一方で21世紀に入るまでアリス出版の残党による編集プロダクションが存在していたとする証言もある。
B級ニュースマガジン『GON!』（ミリオン出版）1996年2月号に掲載された特集記事「あの伝説の自販機エロ本出版社・アリス出版は実在していた!!」によると、1990年代のアリス出版はエロ本を手がけながら、旅行やグルメといった一般の単行本やムックなども制作する編集プロダクションとして活動していたという。また、アダルト関係ではビデオ出版の成人雑誌『ブルセラ少女隊』、「アリス文庫」というブルセラ系のミニ写真集、ビニ本復刻CD-ROM、自動販売機用のアダルトビデオも制作していた。ただし、いずれも「アリス出版」というブランドはクレジットされていない。
初代社長の小向一実は1997年のインタビューで「当時を振り返って、あの頃やってきたことをどう思いますか?」という竹熊健太郎の質問に次のように答えている。「そりゃ楽しかったよ。一番楽しかったよ。だって好きなことができたんだもん。当時の仲間も、皆そう言うと思うよ」。

## 代表的な出版物
- 日本売春史 - 1977年にアリス出版に入社した山田定幸という編集者が製作した“社会派”のグラフ誌[22]。特攻隊員と女郎のからみ、もんぺにセーラー服姿の娘を襲う男、パンパンと復員兵の青姦、安保闘争で警察に追われ飲み屋に逃げ込んだ大学生と女といった戦前・戦後の売春史を盛り込んだ大作である[22]。オールカラー64頁[22]。
- 濡れた警棒 - 取り調べをしている警察官が容疑者の女性を強姦するという内容のグラフ誌[22]。当時は雑倫（雑誌倫理研究会）の取り決めでセーラー服や警察官をエロ本に出すことが禁じられていたが、自販機本は通常の雑誌と違って特殊な流通経路の出版物であったため、雑誌の倫理規定とは一切無縁だったという[22]。
- 劇画アリス - 三流劇画ムーブメントの起点となった『漫画大快楽』（檸檬社）や『漫画エロジェニカ』（海潮社）とならぶ「三大エロ劇画誌」のひとつ。初代編集長は亀和田武。1979年以降はコミックマーケットの母体となった漫画批評集団「迷宮」（米沢嘉博・橋本高明）が嘱託で編集を担当した。同誌では吾妻ひでおの代表作『不条理日記』が連載されていたほか、近藤ようこや田口トモロヲなどの新人作家を輩出したことでも知られる。
- 少女アリス - アリス出版の看板雑誌のひとつ。ロリコンブームの立役者となった伝説的自販機本。1979年6月頃に小向一実が創刊。2代目編集長は川本耕次[23]。1981年8月に通巻25号で終刊[24]。吾妻ひでおが同誌に連載した「純文学シリーズ」はロリコン漫画（後の美少女コミック）に直結する最重要作品群であり、巷では吾妻の新作を求めて同誌が売られている自動販売機を捜し歩くマニアが続出したという[24][25]。吾妻の連載は川本の退職とともに終了したが、翌1981年に奇想天外社から『陽射し』の題で単行本化され、1980年代前半の吾妻ブーム（=ロリコンブーム）を象徴する記念碑的一冊となった。
- HEAVEN - エルシー企画が発行していた伝説的自販機本『Jam』の後継誌。5号以降は群雄社出版に引き継がれる。7号までの編集長は高杉弾。
- 少女激写 - エルシー企画→アリス出版発行。デビュー前の藤原カムイがデザインとイラストを、無名時代の竹熊健太郎が文章と編集を担当し、末期編集長は神崎夢現が務めた。竹熊は神崎編集長について「日本最後のヒッピー」と評している[26]。1981年7月、編集部の解散に伴い休刊[27]。当時のエピソードについては竹熊健太郎の自叙伝『私とハルマゲドン―おたく宗教としてのオウム真理教』（太田出版・1995年）に詳しい。
- NOISE1999 - 新生アリス出版が佐山哲郎（旧エルシー企画&群雄社出版編集局長・スタジオジブリ製作の長編アニメーション映画『コクリコ坂から』原作者）を編集長に創刊した自販機用の月刊雑誌[28]。

エロ本の体裁を装いながらサブカルチャーやアングラカルチャーに深くコミットしたカルチャーマガジンで、当時の自販機本が個人もしくは数名程度のスタッフによって製作されていたのに対し、本誌ではスタッフだけで30人以上が参加するなど自販機本関係者が総動員されたかのような誌面が展開されていた。エルシー企画の神崎夢現いわく、最初に『Jam』の影響を受けた自販機本が本誌であるという。しかし「鈴木いづみベッドインタビュー」（聞き手：山崎春美）など、エロ以上にカルチャー色の強い誌面・内容は、自販機本の一般的な読者層から支持を得ることが出来ず、2号を最後に佐山は編集長を降板し、編集部も解散となった。その後、エロ路線に誌面を刷新するが、わずか4号で廃刊した。本誌が短期間で廃刊したことについて評論家の小田光雄は「自販機による流通販売の限界を告げていたことになろう」と述べている。
- ガール&ガール - 1970年代後半に創刊された看板雑誌のひとつ。かつては清純派美少女もの、あるいはレズ系の内容で人気を博したが、1981年後半頃から蛭子能収や川崎ゆきおの漫画、高取英のコラム、Phewのインタビューなどが載るなどエロとは程遠い誌面になった[30]。編集長は川本耕次→金田トメッキー。
- 実話ACE - 『Jam』関係者やナイロン100%の人脈（鈴木浩二、奥平衣良）、村松恒平、湯浅学などが執筆[30]。編集長は『HEAVEN』編集者の金田トメッキー[30]。
- ルーシー - 蛭子能収、奥平衣良、高杉弾などが執筆[30]。
- スティック - 高杉弾、霜田恵美子、桜沢エリカ、奥平衣良、幻の名盤解放同盟などが執筆[30]。
- EVE - 蛭子能収、平口広美、根本敬、山野一、桜沢エリカ、永田トマト、杉作J太郎、霜田恵美子、湯浅学、幻の名盤解放同盟などが執筆していたアリス出版末期の自販機本[31]。8号以降の編集長はピストン原田[30]。漫画家の山田花子は根本敬の死体漫画を読むために自販機で同誌を毎月買っていたという逸話がある[30]。

## 出身者
- 小向一実
- 中川徳章
- 亀和田武
- 米沢嘉博
- 川本耕次
- 山田定幸
- 明石賢生
- 神崎夢現
- 竹熊健太郎
- 藤原カムイ
- 田口トモロヲ
- ピストン原田
- 豊田薫 (AV監督)

## 関連会社
- 東雑（東京雑誌販売） - 事実上の親会社。自販機本出版取次の最大手。
- 檸檬社 - アリス出版のルーツとなったカストリ雑誌系の老舗出版社
- 群雄社 - アリス出版から派生したサブカルチャーとエロが中心の出版社
- 九鬼（KUKI） - ビデ倫系アダルトビデオメーカー最大手のひとつ。当初はアリス出版の下請け編集プロダクションだった。